# Croton subferrugineus
Croton subferrugineus är en törelväxtart som beskrevs av Johannes Müller Argoviensis. Croton subferrugineus ingår i släktet Croton och familjen törelväxter. Inga underarter finns listade i Catalogue of Life.